# 紫脉花鹿藿
紫脉花鹿藿（学名：Rhynchosia himalensis var. craibiana）为豆科鹿霍属下的一个变种。

## 扩展阅读
- 維基物種上的相關：紫脉花鹿藿